# Mike Hodges
Michael Tommy "Mike" Hodges (Bristol, 29 de julho de 1932 – Dorset, 17 de dezembro de 2022) foi um roteirista, diretor de cinema, dramaturgo e romancista britânico. Seus filmes como roteirista / diretor incluem Get Carter, Pulp, The Terminal Man e Black Rainbow. Como diretor, seus trabalhos mais conhecidos são Flash Gordon, Croupier e I'll Sleep When I'm Dead.
Suas peças teatrais incluem Soft Shoe Shuffle (1985) e Shooting Stars and Other Heavenly Pursuits (2000), que foi adaptada pela Rádio BBC. Deste gênero, também há de se considerar King Trash (2004). Seu primeiro romance, Watching The Wheels Come Off, foi publicado em 2010.

## Filmografia seleccionada

### Filmes principais
- Get Carter (1971)
- Pulp  (1972)
- The Terminal Man (1974)
- Damien: Omen II (1977 – roteiro)
- Flash Gordon  (1980)
- And the Ship Sails On (1983 – Versão inglesa do filme de Fellini)
- Morons from Outer Space (1985)
- A Prayer for the Dying (1987)
- Black Rainbow (1989)
- Croupier  (1998)
- I'll Sleep When I'm Dead (2003)

### Televisão
- The Tyrant King  (1968)
- Rumour  (1969)
- Suspect  (1970)
- The Manipulators (1972)
- Missing Pieces (1982)
- Squaring the Circle  (1984)
- W.G.O.D. (1985)
- Florida Straits (1986)
- Dandelion Dead (1993)
- The Healer (1994)
- Murder By Numbers (2001 – documentário)